# بانگ کمان: نخستین پرتاب پیکان
بانگ کمان: اولین پرتاب پیکان (ژاپنی: 劇場版 ツルネ －はじまりの一射－ هپبورن: Gekijōban Tsurune: Tsunagari no Issha) یک انیمۀ بلند ژاپنی محصول سال ۲۰۲۲ است که برگرفته از مجموعۀ تلویزیونی تسورونه (۲۰۱۸–۲۰۱۹) است. این مجموعۀ تلویزیونی خود از لایت‌ناولی به همین نام اثر کوتوکو آیانو اقتباس شده است. کیوتو انیمیشن استودیو سازندۀ فیلم بوده و نویسندگی و کارگردانی آن برعهدۀ تاکویا یامامورا بوده است. داستان دربارهٔ پسری به نام میناتو نارومیاست که به دلیل اختلالی خاص از کیودو می‌هراسد. اما دوباره در دبیرستان به باشگاه کمانگیری کیودو بازمی‌گردد.
بانگ کمان: نخستین پرتاب پیکان نخستین بار در ۱۹ اوت ۲۰۲۲ در ژاپن به نمایش درآمد. این فیلم ۱۲۵ میلیون ین در گیشه فروش داشت.
این انیمه در ۲۶ اسفند ۱۴۰۳ از صدا و سیما پخش شد.

## بازخورد

### فروش گیشه
بانگ کمان: نخستین پرتاب پیکان در ژاپن ۱۲۵ میلیون ین فروخت.

### انتقادات
فیلمارکس، شرکت ژاپنی بررسی و نظرسنجی فیلم، این انیمه را از لحاظ محبوبیت در روز اول، بر اساس ۱۰۲ نقد، با میانگین امتیاز ۴٫۰۲/۵، در رتبه چهارم قرار داد. چارلز سولومون، منتقد فیلم KPCC در برنامه فیلم‌ویک، این انیمه را «جذاب» توصیف کرد و از سازندگان فیلم به خاطر اینکه «فقط یک داستان ورزشی ضعیف دیگر» نساخته‌اند و بلکه به «رشد روانی و حتی معنوی [شخصیت‌ها]» پرداخته‌اند، تمجید کرد.